# Екиаша (Жетысуская область)
Екиаша (каз. Екіаша, до 1993 г. — Покатиловка) — село в Саркандском районе Жетысуской области Казахстана. Административный центр Екиашинского сельского округа. Находится примерно в 17 км к востоку от города Сарканд у подножья хребта Маркатау Джунгарского Алатау. Код КАТО — 196039100.
Основано в 1910 году.

## Население
В 1999 году население села составляло 2776 человек (1377 мужчин и 1399 женщин). По данным переписи 2009 года, в селе проживали 2592 человека (1290 мужчин и 1302 женщины).